# Сан-Бенедетто-Валь-ди-Самбро
Сан-Бенедетто-Валь-ди-Самбро (итал. San Benedetto Val di Sambro) —  коммуна в Италии, располагается в регионе Эмилия-Романья, подчиняется административному центру Болонья.
Население составляет 4372 человека, плотность населения составляет 66 чел./км². Занимает площадь 66 км². Почтовый индекс — 40048. Телефонный код — 0534.
Покровителем коммуны почитается святой Бенедикт Нурсийский, празднование 11 июля.